# Jay Lush
Jay Laurence Lush (* 3. Januar 1896 in Shambaugh (Iowa); † 22. Mai 1982) war ein US-amerikanischer Genetiker, der in den USA als Gründervater der wissenschaftlichen Tierzüchtungsforschung gilt.

## Leben und Wirken
Er war der Sohn eines Farmers, studierte am Kansas State Agricultural College (heute Kansas State University), schloss 1918 mit dem M. Sc ab und promovierte 1922 an der University of Wisconsin in Madison im Fach Genetik. Anschließend wurde er Leiter der Texas Agricultural Experimental Station und befasste sich mit Versuchen an Nutztieren (Fleischrinder, Milchrinder, Rambouilett-Schafe, Angoraziegen).  1930 bis 1966 war er Professor für Tierzucht an der Iowa State University in Ames und unternahm in dieser Zeit auch Studienaufenthalte in Chicago und Kopenhagen sowie längere Auslandsreisen nach Europa, Indien, Australien und Neuseeland.
In seinen Arbeiten untersuchte Lush zunächst die Vererbungsregeln bei landwirtschaftlichen Nutztieren. Er erkannte, dass fast alle Leistungen dieser Tiere durch viele Gene und Umweltwirkungen beeinflusst werden und entwickelte unter Benutzung statistischer Verfahren neue Zuchtmethoden, die die genetischen Gesetzmäßigkeiten berücksichtigten und der gesamten Tierzüchtung dieser Zeit eine wissenschaftliche Grundlage gaben. In den letzten Jahren befasste er sich auch mit der Entwicklung wirkungsvoller Selektionsindices, um weitere Erfahrungen über den Einfluss von Erblichkeitsanteil und genetischen Korrelationen zu sammeln.
Mit dem Buch „Animal breeding plans“ wurde diese Herangehensweise weltweit bekannt und führte dazu, dass aus vielen Ländern Studenten und Postgraduates nach Ames kamen und mit dem M. Sc, oder Doktor der Philosophie abschlossen. Lush war Mitglied der National Academy of Sciences, der Royal Society of Edinburgh sowie Auswärtiges Mitglied der Akademien für Wissenschaft bzw. Landwirtschaft in Schweden, Norwegen und Italien.

## Schriften (Auswahl)
- Animal Breeding Plans. Ames, Iowa: The Collegiate Press., 1937, 1943, 1945
- Der Sinn und die Bedeutung des Erblichkeitsanteiles. 1961, Vortrag II. Internat. Ferienkurs in Mariensee, S. 177–199
- The Genetics of Populations, Iowa Agriculture and Home Economics Experiment Station, College of Agriculture, Iowa State University, Ames 1994
- Er veröffentlichte über 150 Beiträge

## Auszeichnungen
- 1946 Morrison Award der Amerikanischen Gesellschaft für Tierzucht
- 1956 Ehrenmitglied der Amerikanischen Gesellschaft für Tierzucht
- 1957 Charles F. Curtiss Distinguished Professor für Landwirtschaft, Iowa State Universität
- 1958 Borden Award für die Forschung auf dem Gebiet der Milchproduktion (verliehen durch die Amerikanische Vereinigung für Milchproduktion)
- 1960 Hermann-von-Nathusius-Medaille  in Gold der Deutschen Gesellschaft für Züchtungskunde e. V.[1]
- 1965 Armour Award für Tierzüchtung und Genetik durch die Amerikanische Gesellschaft für Züchtungskunde
- 1965 Gregor-Mendel-Plakette der Mendel-Gesellschaft, Tschechoslowakei
- 1966 Verdienstorden für Wissenschaft von Italien
- 1968 National Medal of Science
- 1979 Wolf-Preis in Agrarwissenschaft der Wolf Foundation (gestiftet von Ricardo Wolf)

## Ehrenpromotionen
- 1957 Dr. h. c. der Königlichen Schwedischen Akademie der Landwirtschaft
- 1957 Dr. h. c. der Justus-Liebig-Universität Gießen
- 1958 Dr. h. c. der Königlichen Veterinär- und Landwirtschaftsuniversität Frederiksberg, Dänemark,
- 1964 Dr. h. c. der Michigan State Universität in East Lansing, USA
- 1969 Dr. h. c. der Universität von Illinois in Urbana-Champaign,  USA
- 1970 Dr. h. c. der Kansas State Universität in Manhattan, USA
- 1970 Dr. h. c. der Universität von Wisconsin in Madison, USA
- 1971 Dr. h. c. Eidgenössischen Technischen Hochschule in Zürich, Schweiz
- 1975 Dr. h. c. der Agrarwirtschafts-Hochschule von Norwegen
- dazu Ehrenpromotionen in Uppsala, Kopenhagen und Gießen